# Mezinárodní iniciativa - Solidarita mezi národy

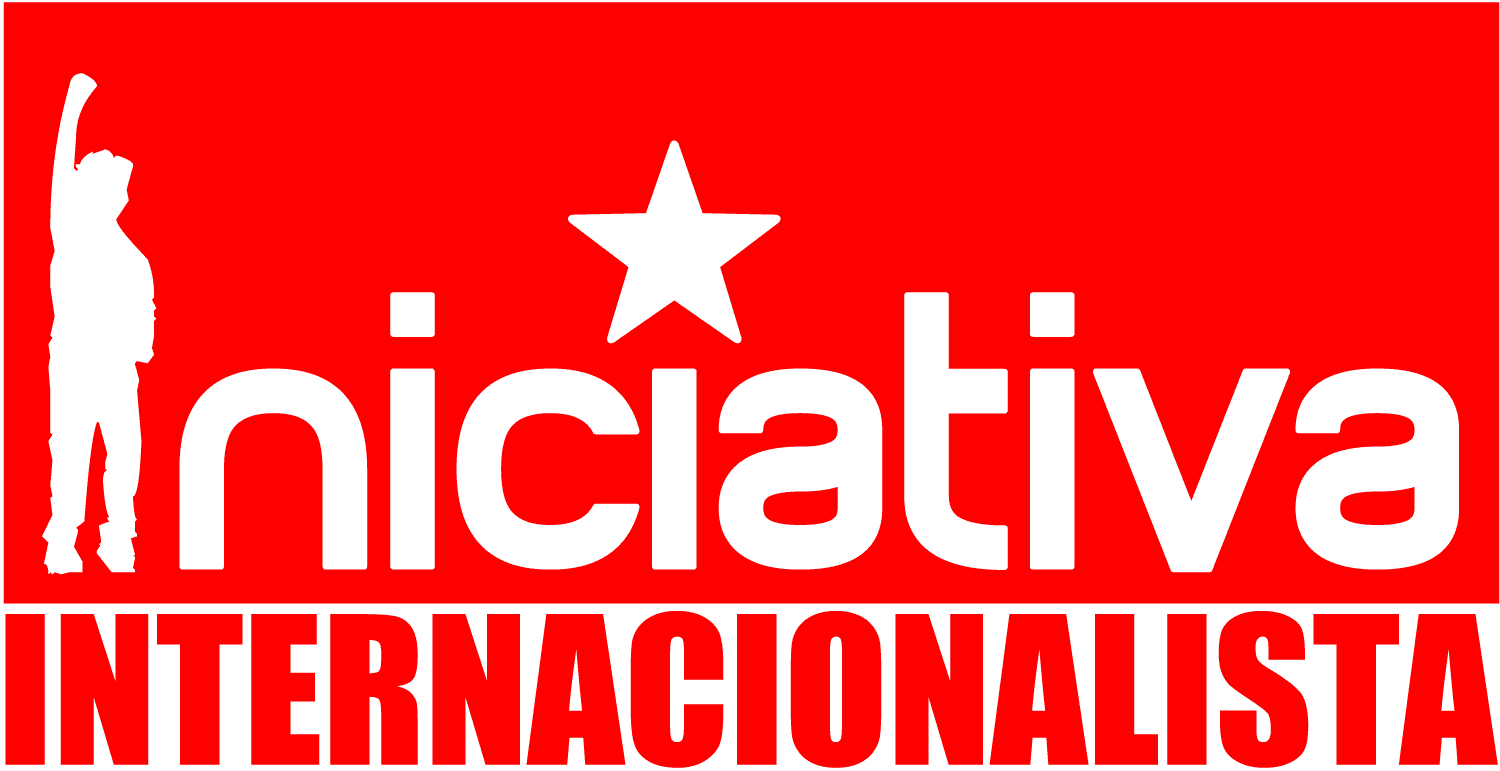
Mezinárodní Iniciativy - Solidarity mezi Národy

Mezinárodní iniciativa - Solidarita mezi národy (MI-SN) (katalánsky: Iniciativa Internacionalista - La Solidaritat entre els Pobles, španělsky: Iniciativa Internacionalista - La Solidaridad entre los Pueblosje) je španělská levicová koalice vytvořená za účelem kandidaturu pro volby do Evropského parlamentu konané ve Španělsku v roce 2009.
Koalice je tvořena radikálními levicovými stranami Izquierda Castellana a Comuner@s, které samy sebe definují jako sdružení suverénních a separatistických levicových sil, které uznávají a respektují národní práva národů utlačovaných v rámci Španělska a též jako významné hnutí bojující za sociální spravedlnost.

## Kontroverze
Existence MI-SN byla předmětem soudního jednání. Zvažována byla možnost zákazu jako důsledek uplatnění zákona, který postihuje organizace s vazbami na teroristickou organizaci ETA. Nejvyšší soud z těchto důvodů 16. května zvažoval možnost zrušení kandidatury do voleb. Španělský Ústavní soud ale zároveň udělil ochranu kandidátovi MI-SN pro účast ve volbách do Evropského parlamentu.